# موسوعة بروكهاوس

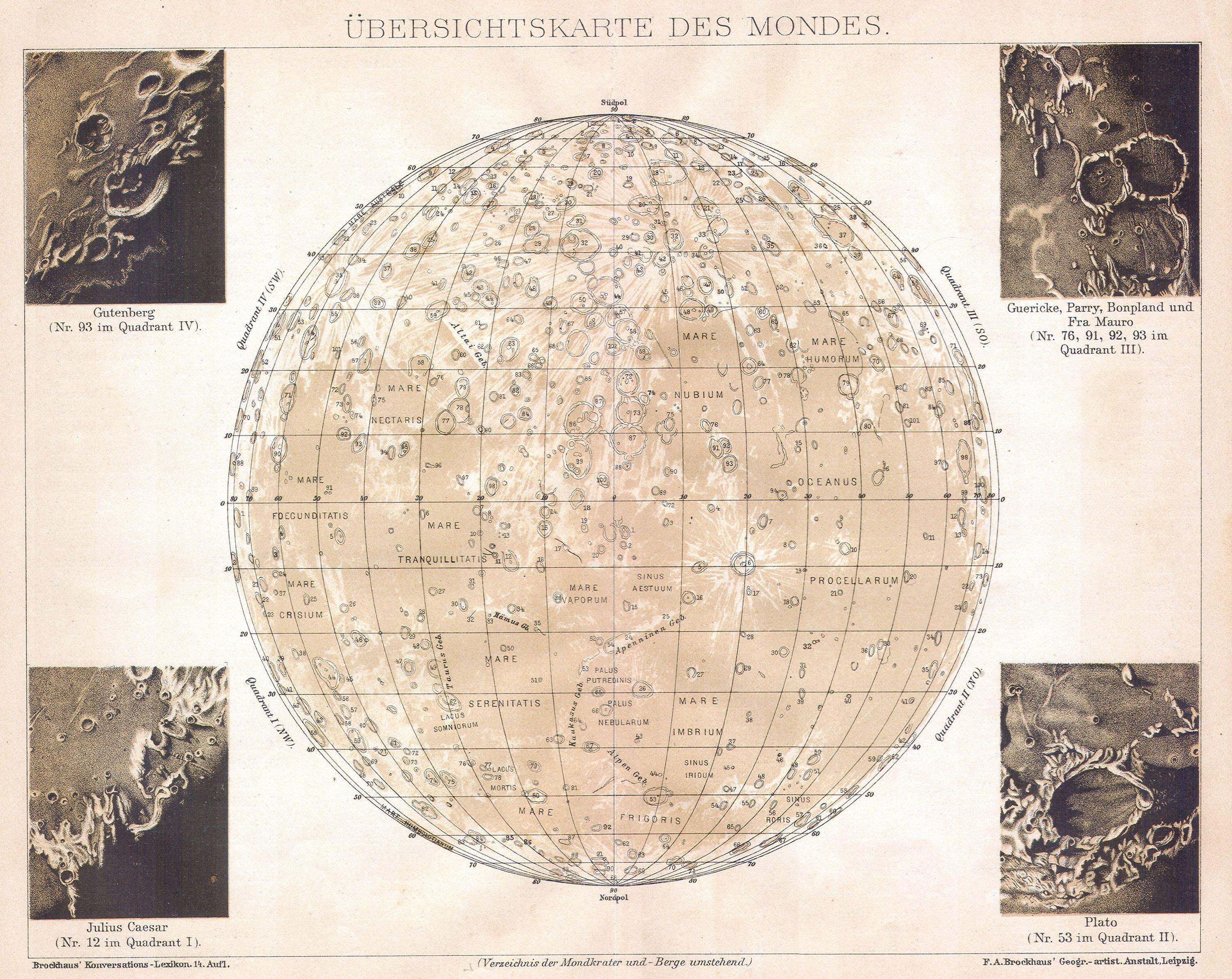
خريطة بروكهاوس للقمر (1898)

موسوعة بروكهاوس (بالألمانية: Brockhaus Enzyklopädie) هي موسوعة باللغة الألمانية كانت تنشر حتى عام 2009 من قبل دار نشر إف إيه بروكهاس. نشرت النسخة الأولى بعنوان محادثات ليكسيكون من قبل لوبيل وفرانك في لايبزيغ 1796-1808. تم تغيير الاسم إلى محادثات بروكهاوس عام 1928، وأخيرا إلى موسوعة بروكهاوس في عام 1966. تحتوي طبعة القرن الحادي والعشرين المؤلفة من 32 إصدار على 300,000 مدخل، 24,000 صفحة، 40,000 خريطة، رسمة وجدول، وهي الموسوعة الألمانية المطبوعة الأكبر في القرن الحادي والعشرين.

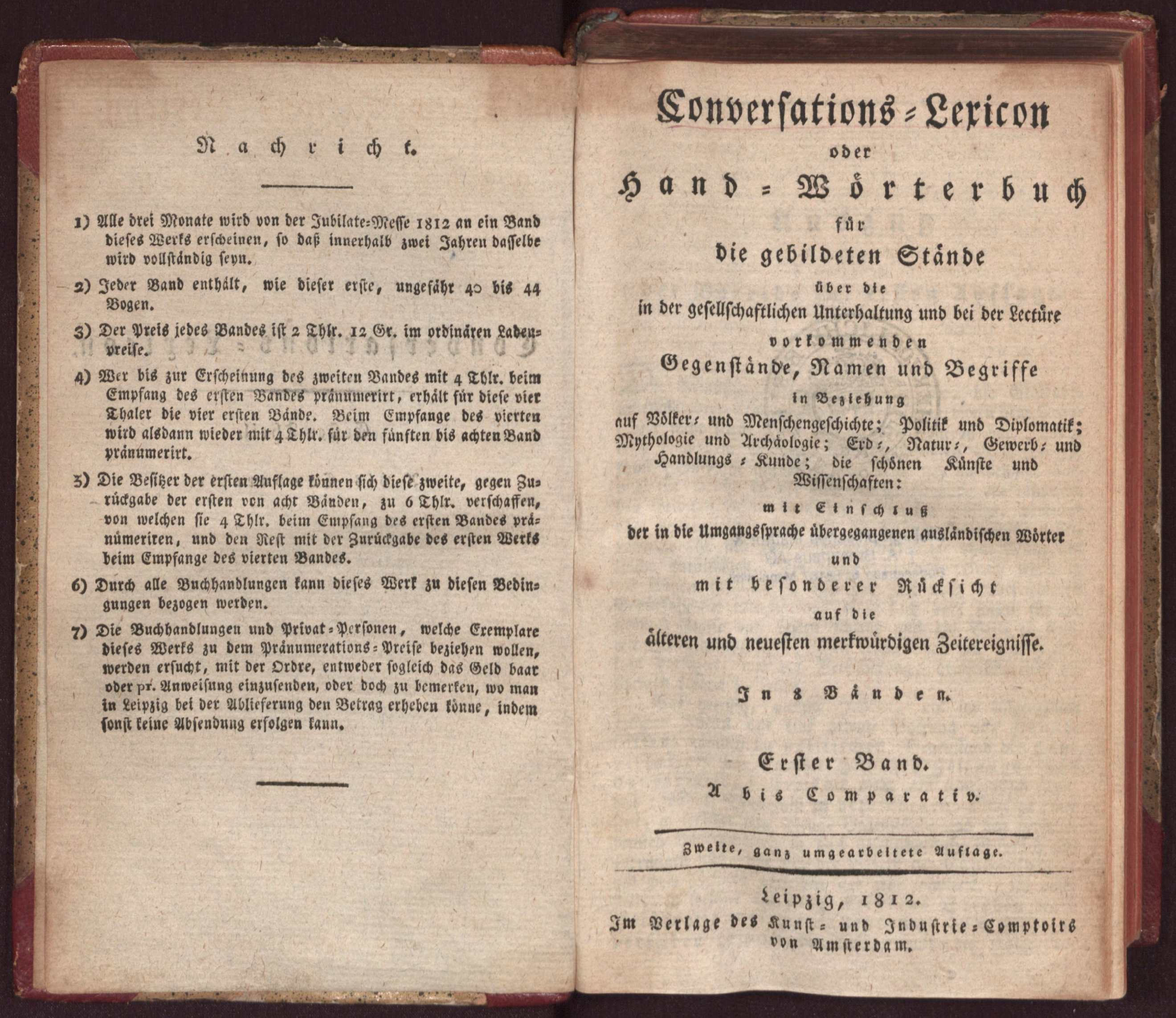
عنوان صفحة من الطبعة الثانية (1812)

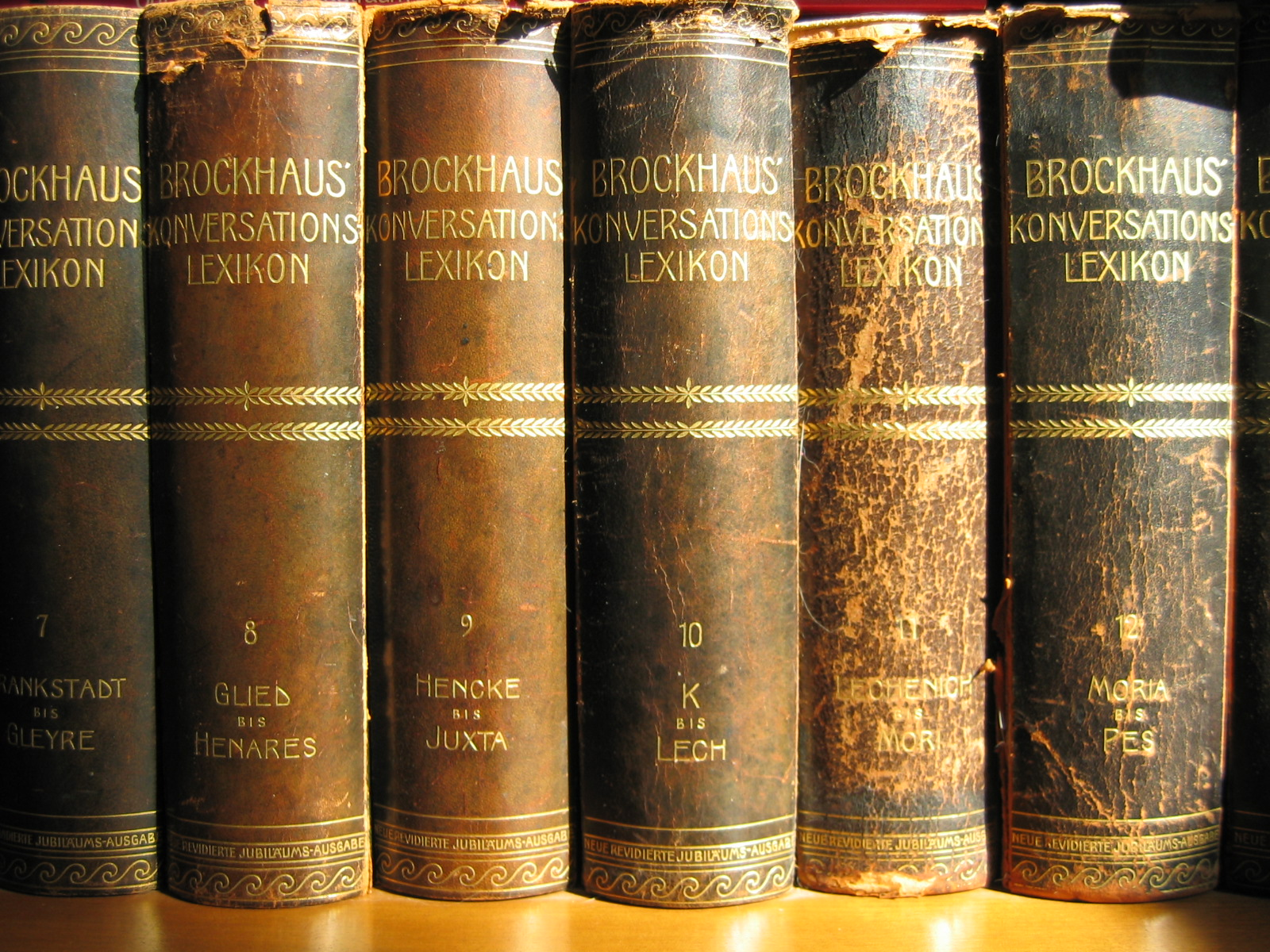
الطبعة الرابعة عشر من موسوعة بروكهاوس (1910)

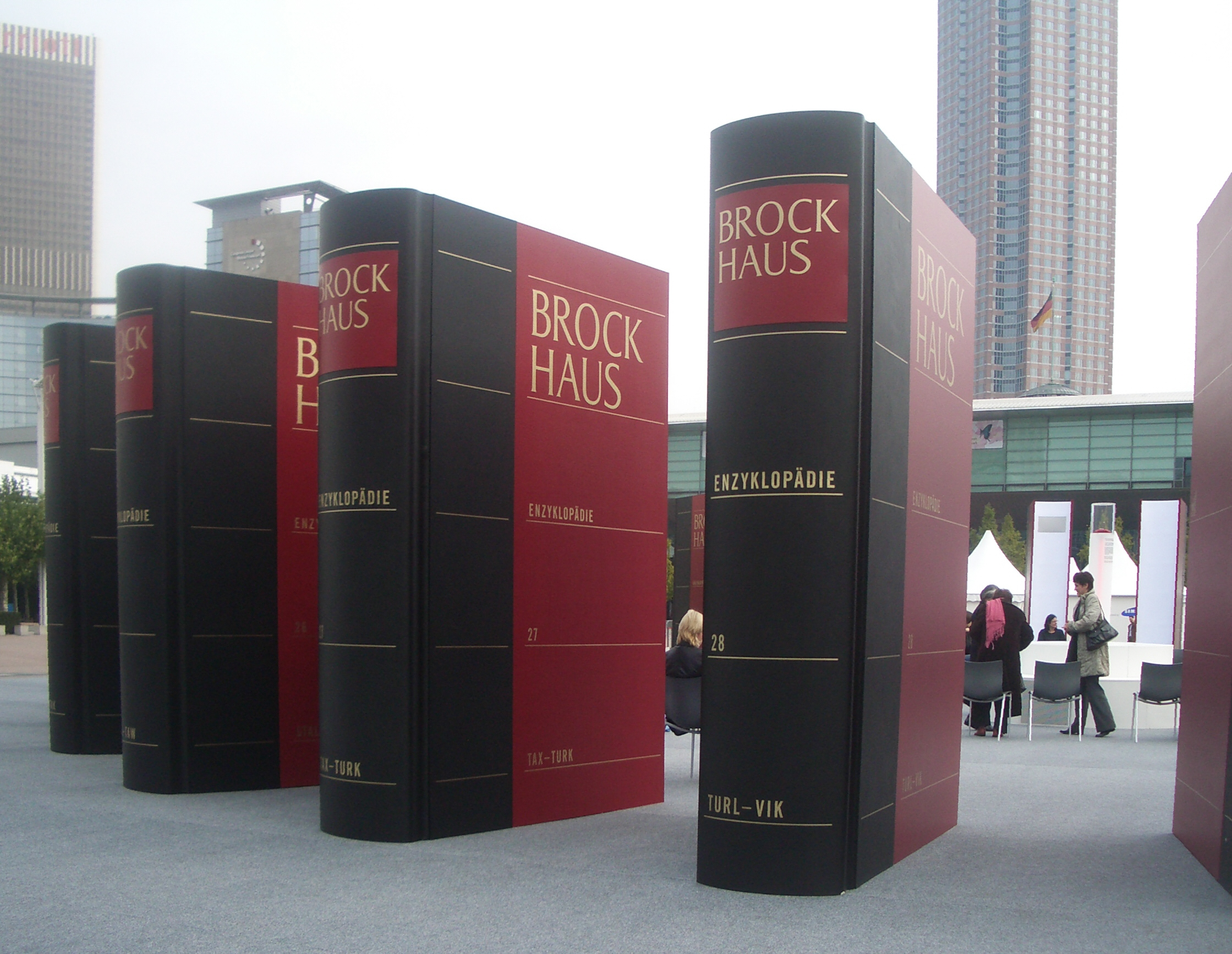
إعلان لموسوعة بروكهاوس في معرض فرانكفورت الدولي للكتاب في عام 2005

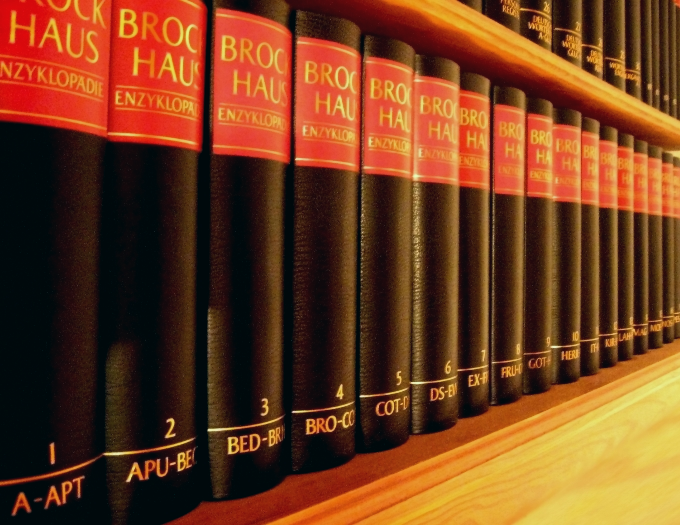
موسوعة بروكهاوس

في فبراير 2008 أعلن مجلس إدارة بروكهاوس تحول الموسوعة إلى موسوعة إنترنت ووقف الطبعات المطبوعة ورقياً. تم شراء حقوق العلامة التجارية لشركة بروكهاس من قبل شركة أرفاتو، وهي شركة تابعة لمجموعة بيرتلسمان الإعلامية. عام 2014، إنتهت مسيرة 200 عام من طباعة الموسوعة ورقيا.

## التاريخ
مثل بقية موسوعات القرن الثامن عشر، حاول مسئولو محادثات ليكسيكون توسيع الموسوعة لتصبح موسوعة شاملة، نشر علماء لايبزيغ (1767-1799) وكريستيان ويليام فرانكي (1765-1831) من عام 1796 فصاعدا شملت الموسوعة الجغرافيا، التاريخ، السيرة الذاتية، الأساطير، الفلسفة والتاريخ الطبيعي. بعد وفاة لوبل عام 1799، باع فرانك حقوق النشر إلى فريدريك أرنولد بروكهاوس (1772–1823). تمت هذه الصفقة في معرض لايبزيغ للكتاب في 25 أكتوبر 1808 مقابل 1,800 تالر.

### طبعات كاملة
صدرت ثلاث عشرة طبعة خلال القرن التاسع عشر. بالرغم من أن المقالات غالبا ما كانت قصيرة جدا إلا أن الجميع قد وصفها بالممتازة والجديرة بالثقة، لا سيما المقالات المتعلقة بالمواضيع الألمانية. قدمت المقالات مصادر مميزة للعديد من الكتب، كما شملت السير الذاتية. في بداية الأمر كانت المنشورات تحمل اسم معجم ليكسكون "Konversationslexikon" أو الموسوعة الألمانية العامة للمتعلمين، لم يظهر اسم بروكهاوس إلا في الطبعة الثالثة عشر.
كان من المقرر أن ينهي كريستيان فيلهلم فرانكي المجلد السادس لمنشورات ليبزج بحلول ديسمبر 1808، بالإضافة إلى المجلد التكميلي المفترض إنهاؤه في مجلدين بحلول عام 1811. حرر بروكهاوس بنفسه الطبعة الثانية (1812-1819، 10 مجلدات)، والمجلد الرابع من النسخة الجزء الثالث (1814-1819). ساهم لودفيغ في تحرير الطبعات الرابعة والخامسة حتى غادر لايبزيغ في أبريل 1820، عندما تولى البروفسور تولي هيس منصبه. توفي بروكهاوس في عام 1823، ليتولى أكبر اثنين من أبنائه مهمه تحرير الطبعة السادسة بمساعدة هاس في سبتمبر 1823. حرر هاس الجزء السابعة بمفرده، بينما تولى كارل اوغسطس ايسب الطبعتين الثامنة والتاسعة.
حرر أغسطس كيرتزل، بمساعدة أوسكار بيلز وهينريش إدوارد بروكهاوس في تحرير الطبعة العاشرة وساعدهم هاينريش رودولف بروكهاوس، الابن الأصغر لبروكهاس، في الطبعة الحادية عشر. توفي كرتزل في 24 أبريل 1871، ليتم تعيين بيلز رئيس التحرير حتى مارس 1872، عندما انفرد غوستاف ستوكمان بالمنصب حتى انضمام كارل فيبرمان في أكتوبر.
تم نشر الجزء الرابع عشر في عام 1894، وصل عدد صفحاته إلى 18,842 صفحه في 16 مجلد اساسي ومجلد ملحق وحيد. تأخر العمل في الجزء الخامس عشر بسبب نشوء الحرب العالمية الأولى، ليبدأ العمل فيه في عام 1925. تكون الجزء من 20 مجلد (15,800صفحة) ونشر في الفترة ما بين عام 1928-1934 غطى فيه فترة جمهورية فايمار. نشر مجلد ملحق لهذا الجزء في عام 1935.
نشر الجزء السادس عشر في الفترة ما بين عام 1952-1957، ويتألف من 12 مجلدا عاديا، مجلدين ملحقين وأطلس. يعتبر الجزء الحادي والعشرون (2005–2006) هي النسخة المطبوعة الأخيرة للموسوعة. الجزء عبارة عن 24500 صفحه في 30 مجلد. يبدأ سعره من 2820 يورو.

### طبعات مختصرة
بالإضافة إلى الموسوعة الكاملة، توجد العديد من الإصدارات المختصرة مع محتوى مكثف بشكل متزايد:
- المجلد المختصر الأول عام 1854، له أربع أجزاء.
- المجلد الثاني له جزئان. نشر الجزء الأول في عام 1931، بحلول عام 1941، وصلت عدد صفحات الطبعة التاسعة 794 صفحة،[6] بينما توسعت الطبعة الخامسة عشرة إلى 1040 صفحة نشرت عام 1975.[7]

### الانتقال إلى الطبعات الرقمية
تم توفير نسخة بروكهاوس الرقمية على الإنترنت بنفس الاسم تشبه موسوعة إنكارتا التي تحدثها شركة مايكروسوفت دوريا. في 13 فبراير 2008، أعلنت مؤسسة بروكهاوس انتهاء عصر المجلدات الورقية وبدء عصر بيانات الإنترنت بعد أرقام المبيعات المخيبة للآمال للنسخ الورقية. عزز هذا الإعلان مبيعات المطبوعات لفترة قصيرة ليتم تأجيل خطط الانتقال إلى الانترنت.
في عام 2009، باعت مؤسسة بروكهاوس شعارها التجاري إلى شركة بيرتلسمان وأقالوا 50 عامل بالمؤسسة، الحركة التي تم اعتبارها بداية نهاية موسوعة بروكهاوس لعدم قدرتها على مجارات موسوعات الإنترنت مثل ويكيبيديا.

## التأثير
صرحت الموسوعة البريطانية بريتانيكا بأنه "لا يوجد عمل مكتوب أو مترجم أكثر نفعا من موسوعة بروكهاوس". لم يكن الاستخدام العلمي هو الغرض الأساسي للموسوعة بل تحسين الثقافة العامة عن طريق توفير نتائج البحوث والاكتشافات في شكل بسيط دون تفاصيل موسعه يسهل على القارئ العام غير المتخصص فهمها بسهولة.

## تاريخ الطبعة

### المجلدات من 1-13
- الجزء 1  (1796-1808)، ست مجلدات، مجلدين تكميليين في 1810-1811.
- الجزء 2 (1809-1811)، ثمان مجدات، في عام 1812، بدأ العمل على مجلد تاسع ووصلوا للملجد العاشر في عام 1819.
- الجزء 3 (1814-1819)، عشر مجلدات، مجلد تكميلي للمجلدات المبكرة في الفترة ما بين عام 1812-1819.
- الجزء 4 (1817-1819)، عشر مجلدات، مجلدان تكميليان في الفترة ما بين 1819-1820.
- الجزء 5 (1819-1820)، عشر مجلدات.
- الجزء 6 (1824)، عشر مجلدات.
- الجزء 7 (1827)، إثنى عشر مجلد.
  - v.1, v.2, v.3, v.4, v.9, v.10, v.12
- الجزء 8(1833-1837)، إثنى عشر.
- الجزء 9 (1843–1848)، خمسة عشر مجلد.
- الجزء 10(1851-1855).
  - v.5, v.6, v.11, v.13, v.14, v.15 pt.2
- الجزء 11 (1864-1879)، مجلدين تكميليين في 1872-1873.
- الجزء 12 (1875–1879).
- الجزء 13 (1882–1887)، محادثات بروكهاوس لكسيكون.

### المجلدات من 14-21
- المجلد الرابع عشر (1893-1897).
  - v.1,v.2 ,v.3, v.4, v.5, v.9, v.10, v.11, v.12, v.14, v.15
- المجلد 15 (1928-1935)، اثنان وعشرون مجلد بما في ذلك الأطلس، والمقدمة.
- المجلد 16 (1952-1957)، أول مجلدات تنشر بعد هتلر.
- المجلد 17 (1977-1974)، موسوعة بروكهاوس.
- المجلد 18 (1977-1981)، بروكهاوس الكبير.
- المجلد 19 (1986-1994)، موسوعة بروكهاوس.
- المجلد 20(1996-1999)، موسوعة بروكهاوس.
- المجلد 21 (2005-2006).

## روابط خارجية
- محادثات بروكهاوس كلاينس-ليكسيكون (طبعة 1911)
- Vollständiges Verzeichniss der von der Firma F.A. Brockhaus in Leipzig seit ihrer Gründung durch Friedrich Arnold Brockhaus im Jahre 1805 bis zu dessen hundertjährigen Geburtstage im Jahre 1872 verlegten Werke, in chronologischer Folge mit biographischen und literarhistorischen Notizen (1872) (فهرس الكتب التي نشرها ف. أ. بروكهاوس حتى عام 1872، بما في ذلك تفاصيل نشر كتاب Konversationslexikon حتى الطبعة الحادية عشرة) – نسخ من أرشيف الإنترنت
- أعمال موسوعة بروكهاوس في ليبري فوكس